# Бономо, Джан
Джан Бономо (тур. Can Bonomo, род. 16 мая 1987 в Измире) — турецкий рок-певец еврейского происхождения, представитель Турции на конкурсе песни Евровидение 2012 в Баку.
Родился в 1987 году в турецком городе Измир. Начал петь с 8 лет. В 17 лет переехал в Стамбул. Первые выступления в радио-эфире исполнитель даёт ещё во время учёбы в колледже, впоследствии стал давать сольные выступления и на телевидении.
9 января был выбран турецкой телерадиокомпанией TRT, чтобы представить свою страну на конкурсе песни Евровидение 2012 в столице Азербайджана Баку. Конкурсная композиция — «Love Me Back» — была исполнена во втором полуфинале, и по итогам зрительского голосования была допущена в финал. И в финале занял 7 место. На данной момент, является последним представителем Турции на конкурсе

## Личная жизнь
Женат на Ойкю Караель.

## Достижения
За свою сравнительно небольшую творческую карьеру исполнитель удостоился двух призов:
- 2011 год, Музыкальная премия радио «Богазичи» (Турция). Победитель в номинации «Лучший исполнитель».
- 2011 год, Телевизионная премия «Золотая бабочка» (Турция). Победитель в номинации «Лучший солист».

## Дискография
- Meczup (2011)
- Aşktan ve Gariplikten (2012)

## Синглы
- Meczup

```
Bana Bir Saz Verin
Balon
Opium
Hep Bi' Derdi Olur
Ayıl
Sebebi Var
Şaşkın
Ben Yağmurum
Süper
Daha Sıcak, Daha Dumanlı
```

- Aşktan ve Gariplikten

```
Başkan (2012)
Maşrapa (2012)
Basması Pembe (2012)
Defol (2012)
İyi ki Doğdun (2012)
Abla (2012)
Derda(Koy Bir Rakı Şişeden) (2012)
Min El-Aşk ve Min El-Garaib (2012)
Olmaz Sensiz (2012)
Ali Baba (2012)
Son (2012)
Haberler İyi Paşam (2012)
Veysel
Love Me Back (2012)
Ali Baba (2012)
```